# Contra (serie)
Contra (魂斗羅 Kontora?) es una serie de videojuegos creada por la compañía japonesa Konami en 1987, cuyos primeros títulos recibieron el nombre de Probotector en Europa.
Son fundamentalmente Matamarcianos de tipo run and gun y están inspirados en películas como Rambo o Alien. En Europa, en los primeros juegos de consolas caseras, los soldados humanos protagonistas y enemigos aliens humanoides fueron sustituidos, debido a la censura, por robots.

## Lista de juegos de la serie Contra
| Título estadounidense/Título europeo                           | Título Japonés                                 | Sistema                                                                           | Año                    |
| -------------------------------------------------------------- | ---------------------------------------------- | --------------------------------------------------------------------------------- | ---------------------- |
| Contra, Probotector / Gryzor                                   | Contra (魂斗羅)                                | Arcade, NES, MSX2, CPC, ZX Spectrum, Commodore 64                                 | 1987, 1988             |
| Super Contra/Super C, Probotector 2: Return of the Evil Forces | Super Contra (スーパー魂斗羅 エリアンの逆襲)   | Arcade, NES, Xbox 360, Telefonía móvil                                            | 1988, 1990, 2007, 2008 |
| Operation C, Probotector                                       | Contra (コントラ)                              | Game Boy                                                                          | 1991, 1997             |
| Contra III: The Alien Wars, Super Probotector: Alien Rebels    | Contra Spirits (魂斗羅スピリッツ)              | Super Nintendo, Game Boy, Game Boy Advance, Wii - Consola Virtual                 | 1992, 1994, 2002, 2007 |
| Contra Force (solo en América)                                 | Arc Hound (アークハウンド) cancelado           | NES                                                                               | 1992                   |
| Contra: Hard Corps, Probotector                                | Contra The Hard Corps ( (魂斗羅ザ・ハードコア) | Mega Drive                                                                        | 1994                   |
| Contra: Legacy of War (solo en América)                        | ninguno                                        | PlayStation, Sega Saturn                                                          | 1996                   |
| C: The Contra Adventure (solo en América)                      | ninguno                                        | PlayStation                                                                       | 1998                   |
| Super Contra (cancelado)                                       | ninguno                                        | Sega CD                                                                           | 1998                   |
| Contra Spirits (cancelado)                                     | ninguno                                        | Sega CD                                                                           | 1998                   |
| Contra Spirits 64 (cancelado)                                  | ninguno                                        | Nintendo 64                                                                       | 1999                   |
| Contra (Nintendo GameCube) (cancelado)                         | ninguno                                        | Nintendo GameCube                                                                 | 2002                   |
| Contra: Shattered Soldier                                      | Shin Contra (真魂斗羅)                         | PlayStation 2                                                                     | 2002                   |
| Contra Advance: The Alien Wars EX                              | Contra Hard Spirits (魂斗羅ハードスピリッツ)   | Game Boy Advance                                                                  | 2002                   |
| Neo Contra                                                     | Neo Contra (ネオコントラ)                      | PlayStation 2                                                                     | 2004                   |
| Contra 4                                                       | Kontora Duaru Supirittsu                       | Nintendo DS, Telefonía móvil                                                      | 2007, 2008             |
| Contra ReBirth                                                 | Kontora                                        | Wii (WiiWare)                                                                     | 2009                   |
| Contra: Evolution                                              | ninguno                                        | Arcade, Android, iPhone, iPad                                                     | 2010                   |
| Hard Corps: Uprising                                           |                                                | Xbox 360 (XBLA), PlayStation 3 (PSN)                                              | 2011                   |
| Contra (Nintendo 3DS) (cancelado)                              | ninguno                                        | Nintendo 3DS                                                                      | 2012                   |
| Contra 3D                                                      | 魂斗羅3D                                       | Pachislot                                                                         | 2013                   |
| Neo Contra (Slot Machine)                                      | ninguno                                        | Máquina                                                                           | 2014                   |
| Contra: Return                                                 | 魂斗罗：归来                                   | Android, iPhone                                                                   | 2017                   |
| Contra: Rogue Corps                                            | 魂斗羅 ローグ コープス                         | Nintendo Switch, PlayStation 4, Xbox One, Steam                                   | 2019                   |
| Contra: Operation Galuga                                       | 魂斗羅 オペレーション ガルガ                   | Nintendo Switch, PlayStation 4, PlayStation 5, Xbox One, Xbox Series X y S, Steam | 2024                   |
| Contra Burst                                                   | ninguno                                        | Máquina                                                                           | 2025                   |

### Cronología Oficial
| Año  | Título del juego           | Notas | Protagonista                               | Plataformas        |
| 2631 | Contra                     |       | Bill Rizer Lance Bean                      | NES                |
| 2634 | Super C                    |       | Bill Rizer Lance Bean                      | NES                |
| 2635 | Operation C                |       | Bill Rizer                                 | Game Boy           |
| 2636 | Contra III: The Alien Wars |       | Bill Rizer Lance Bean                      | SNES               |
| 2638 | Contra 4                   |       | Bill Rizer Lance Bean Mad Dog Scorpion     | Nintendo DS        |
| 2641 | Contra: Hard Corps         |       | Ray Poward Sheena Etranzi Brad Fang Browny | Mega Drive/Genesis |
| 2647 | Contra: Shattered Soldier  |       | Bill Rizer Lucia                           | PS2                |
| 4444 | Neo Contra                 |       | Bill Rizer Genbei Yagyu                    | PS2                |

## Probotector
Cuando Konami lanzó la versión para NES del Contra original en la región PAL (Europa y Australia) modificó el juego mediante la sustitución de los personajes principales originales y la mayoría de los enemigos humanos por homólogos robóticos, cambiando el título del juego por Probotector (un acrónimo de "Robot" y "Protector"). El título hacía referencia a los dos soldados robóticos, RD-008 y RC-011, que reemplazaron a Bill y Lance en esta versión. Esto se hizo debido presumiblemente a la Agencia Federal Alemana BPjM, que prohibía la venta de juegos considerados demasiado violentos para los niños, incluyendo "contenido que glorifique la guerra", lo que exigió el cambio a personajes robóticos. Además, a diferencia del primer Contra lanzado en América para NES, Gryzor posee una introducción y un mapa de todos los niveles del juego.
Mientras que los juegos de arcade originales, así como algunas conversiones para computadoras bajo el título Gryzor, fueron lanzados sin cambios en Europa, las posteriores entregas para consola de Contra fueron publicadas bajo el título de Probotector en Europa. El Probotector original fue seguido por Probotector II: Return of the Evil Forces para la consola NES (originalmente Super Contra) y Super Probotector: Alien Rebels para el SNES (Contra III: The Alien Wars). Los juegos de Contra para Game Boy (Operation C y la versión de Game Boy de Alien Wars) y Mega Drive (Contra: Hard Corps) también fueron lanzados como títulos de Probotector en Europa. La serie recuperaría el título de Contra en Europa a partir de Contra: Legacy of War para PlayStation, conservando los personajes humanos. Sin embargo, Probotector II y Súper Probotector todavía fueron publicados para la consola virtual de Wii en Europa y Australia como en sus lanzamientos originales, sin versiones disponibles "libres de censura". A pesar de Contra 4 no fue lanzado en Europa, el personaje de "Probotector" aparece en el juego como un personaje oculto.